# Hotelschool (lied)
Hotelschool is een lied van de Nederlandse zanger Antoon. Het werd in 2022 als single uitgebracht en stond in hetzelfde jaar als vierde track op de ep Hallo waar ook de nummers Hallo, De wereld aan en Tantoe lekker op stonden. In 2023 stond het als tweede track op het album Engel.

## Achtergrond
Hotelschool is geschreven door Valentijn Verkerk, Paul Sinha en Kevin Patrick en geproduceerd door Antoon. Het is een nummer uit het genre nederpop. In het lied beschrijft de liedverteller een meisje dat aan een hotelschool heeft gestudeerd. Het lied was de opvolger van successingle Hallo en genoot zelf ook populariteit, wat zorgde dat de single een platina status heeft.

## Hitnoteringen
De zanger had succes met het lied in Nederland. Het piekte op de tweede plaats van de Single Top 100 en stond hier 46 weken in. Opvallend was dat het lied in de eerste week van april 2022 op de tweede plaats stond, terwijl de twee andere nummers in de top drie ook van de zanger waren; Hallo en Vluchtstrook. Ook het lied op de vijfde plaats was van de zanger; Tantoe lekker met Big2. In de Top 40 kwam het tot de achttiende positie en was het zeven weken te vinden. 